# Elisabetta Sanna
Elisabetta Sanna (1788 - 1857), était une chrétienne laïque italienne. Devenue veuve, elle participa à la fondation de l'Union de l'apostolat catholique (en), collaborant avec saint Vincent Pallotti. Elle est vénérée comme bienheureuse par l'Église catholique. 

## Biographie

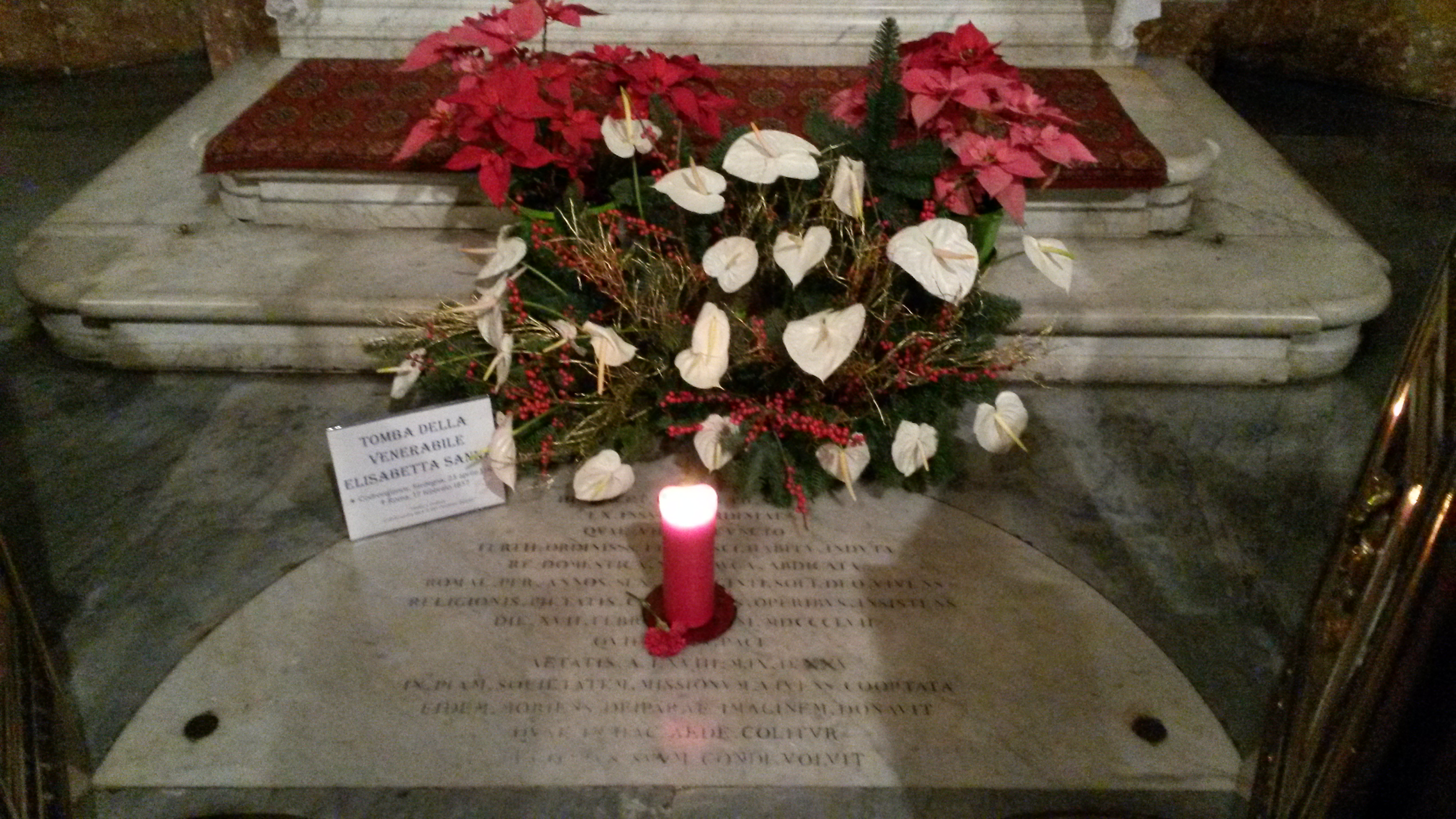
Tombe d'Elisabetta Sanna à l'église San Salvatore in Onda.

Elisabetta Sanna est née le 23 avril 1788 en Sardaigne, issue d'une famille d'agriculteurs. Dès l'âge de trois mois, elle devient paralysée des bras à la suite de la variole. Elle accepte son handicap et s'engage activement dans sa foi chrétienne, participant activement au catéchisme. Elle deviendra par la suite membre du Tiers-ordre franciscain. Toute sa vie se basera sur une profonde spiritualité tirée de saint François d'Assise. 
Attirée par la vie religieuse, on lui refuse à cause de son handicap. Elle se marie à l'âge de 20 ans avec Antonio Porcu. Ils vivent ensemble une vie conjugale rythmée par une pratique religieuse assidue. Leur union donnera le jour à sept enfants, dont deux mourront en bas âge. En 1825, Antonio meurt prématurément. Elle supporte avec courage la responsabilité d'élever seule ses enfants. Devenue veuve, elle intensifie sa vie religieuse et se met à la disposition de nombreuses œuvres de charité. 
En 1831, elle effectue un pèlerinage à Rome et deviendra l'une des premières membres de l'Union de l'apostolat catholique, fondée en 1835 par saint Vincent Pallotti. Elisabetta Sanna se met alors au service des malades et des plus nécessiteux. Elle meurt malade le 17 février 1857.

## Béatification et canonisation
- 1858 (puis 1994) : ouverture de la cause en béatification et canonisation.
- 27 janvier 2014 : le pape François lui attribue le titre de vénérable.
- 21 janvier 2016 : reconnaissance d'un miracle obtenue dû à son intercession, et signature du décret de béatification par le Saint-Père.
- 17 septembre 2016 : cérémonie de béatification

Fête liturgique fixée au 17 février.